# Liquido
Liquido var ett alternativt rockband från Tyskland grundat 1996 av vännerna Wolfgang Schrödl (sång, gitarr, klaviatur), Tim Eiermann (sång, gitarr), Wolle Maier (trummor) samt Stefan Schulte-Holthaus (bas).
Gruppens enda internationella hit, Narcotic, släpptes först som demo 1996 och sedermera som singel av Virgin Records vilken såldes i mer än 700 000 exemplar. Narcotic blev en av Tysklands mest sålda singlar 1999. Gruppen har inte lyckats upprepa framgången och har sedan dess bytt skivbolag till Nuclear Blast Records.
Bandet splittrades under slutet av 2008 (officiellt 2009), delvis på grund av interna motsättningar. Bandets medlemmar fortsatte i andra olika musikaliska projekt.

## Diskografi

### Studioalbum
- Float (2005)
- Alarm! Alarm! (2002)
- At The Rocks (2000)
- Liquido (1999)

### Singlar
- Ordinary Life (2005)
- Stay With Me (2002)
- Why Are You Leaving? (2002)
- Tired (2000)
- Made In California (2000)
- Play Some Rock (2000)
- Clicklesley (1999)
- Doubledecker (1999)
- Narcotic (1998)

### Demo
- Narcotic Demo '96 (1996)